# Geratskirchen
Geratskirchen – miejscowość i gmina w Niemczech, w kraju związkowym Bawaria, w rejencji Dolna Bawaria, w regionie Landshut, w powiecie Rottal-Inn, wchodzi w skład wspólnoty administracyjnej Massing. Leży około 24 km na południowy zachód od Pfarrkirchen.

## Demografia
| Rok  | Liczba mieszk. |
| ---- | -------------- |
| 1970 | 590            |
| 1987 | 597            |
| 2000 | 792            |